# 1859년 태양대폭풍

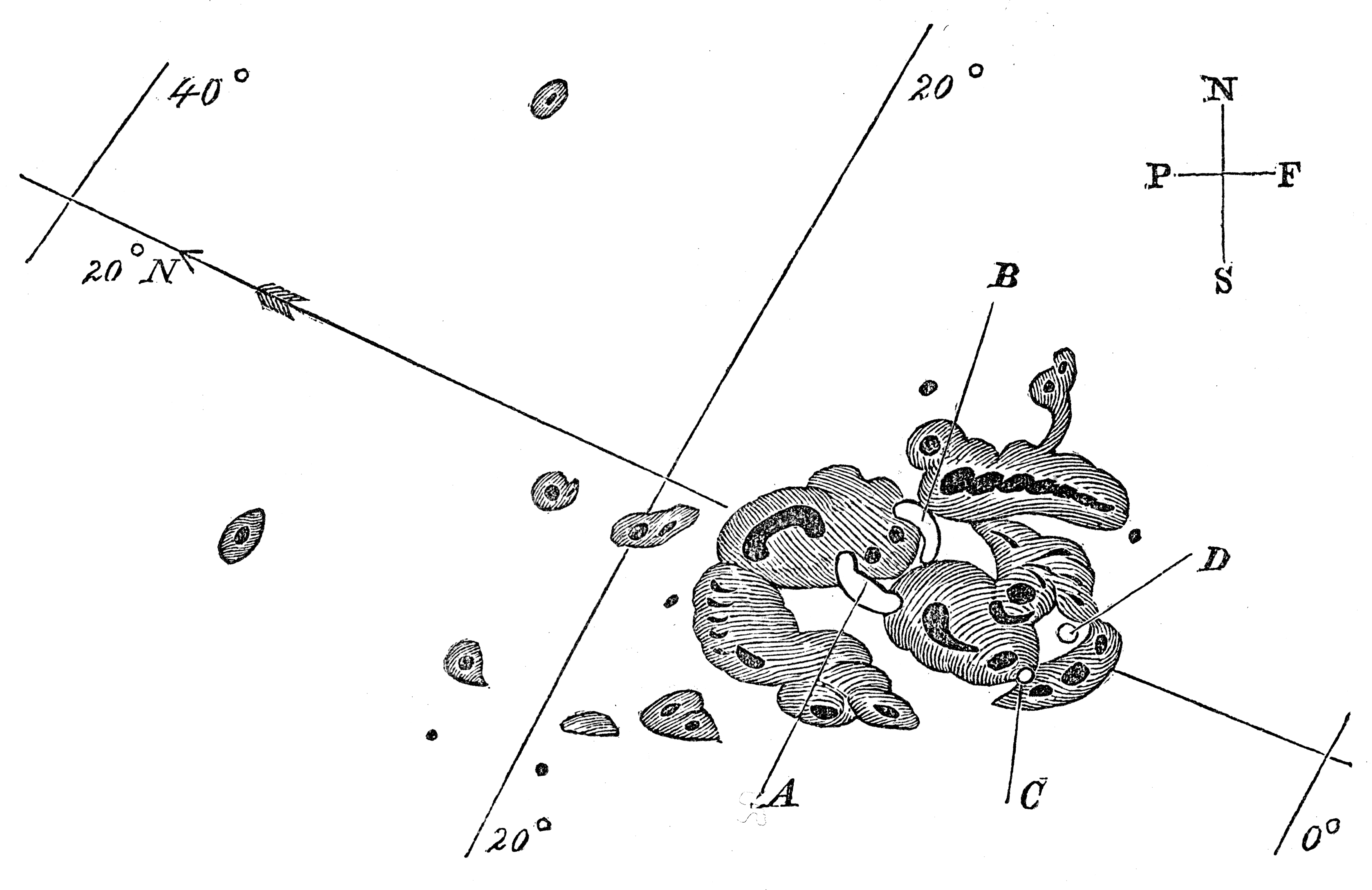
1859년 9월 1일, 리처드 캐링턴이 소묘한 태양흑점.

1859년 태양대폭풍(1859 Solar Superstorm) 은 제10태양주기였던 1859년에 발생한 강력한 지자기 태양폭풍이다. 태양 플레어와 코로나 질량 방출로 인해 생성된 태양폭풍이 지구 자기장을 강타하여 현재까지 기록된 것 중 가장 강력한 지자기폭풍을 일으켰다. 이 과정을 관측하고 기록한 리처드 크리스토퍼 캐링턴의 이름을 따 캐링턴 사건(Carrington Event) 이라고도 한다.

## 캐링턴 슈퍼플레어
1859년 8월 28일부터 9월 2일까지, 태양에서 수많은 흑점과 태양플레어가 관측되었다. 9월 1일 직전, 영국의 천문학자 리처드 크리스토퍼 캐링턴이 가장 거대한 플레어를 관측했고, 이 플레어가 지구를 똑바로 향하는 코로나질량방출(CME)을 일으켰다. 방출된 코로나 물질은 보통 3 ~ 4일을 걸리는 거리를 불과 17.6 시간만에 주파하여 지구에 도달했다. 이 CME는 두 번째로 발생한 것이었으며, 앞서 발생한 것이 주위의 태양풍 플라스마를 정리했기 때문에 이렇게 빨리 움직일 수 있었다.
1859년 8월 29일, 호주 퀸즐랜드에서 오로라가 발생하였다.
1859년 9월 1일, 캐링턴과 또다른 영국 아마추어 천문학자 리처드 호지슨(Richard Hodgson)은 서로 독립적으로 태양플레어를 처음 관측하였다. 이와 동시에 스코틀랜드의 물리학자 밸푸어 스튜어트가 큐 천문대의 자기계로 델린저 현상을 감지하였고, 그 다음날 지자기폭풍이 발생하자 캐링턴은 태양과 지구 사이의 연관성을 의심하였다. 캐링턴과 스튜어트의 관측을 지원하였던 엘리어스 루미스는 1859년 지자기폭풍의 효과에 대한 전세계적인 보고를 취합하여 발행하였다.
1859년 9월 1일 ~ 2일, 역사상 최대 규모의 지자기폭풍이 발생했다. 전세계에서 오로라가 발생했고, 로키산맥의 오로라는 너무 밝아서 광부들이 아침인 줄 알고 잠에서 깨 식사를 준비할 정도였다. 미국 동북부에서는 오로라의 빛으로 신문을 읽을 수도 있었다. 쿠바와 하와이처럼 극지방에서 먼 곳에서도 오로라를 볼 수 있었다.
유럽과 북아메리카 전역의 전신 시스템이 마비되었고, 일부 경우에는 전신 기사가 전기 충격을 당하기도 했다. 전신 철탑에서는 불꽃이 튀었고, 어떤 전신 시스템은 전력 공급원과 단선이 되었는데도 메시지를 보내고 받을 수 있었다. 나침반 등 감지장치들은 자기장의 강력한 타격에 의해 불안정하게 요동쳤다.
2013년 6월, 영국 런던로이즈와 미국 대기환경연구소(AER)의 연구원들이 캐링턴 사건의 데이터들을 사용하여, 캐링턴 사건과 비슷한 일이 현재 일어났을 때 세계경제에 미칠 수 있는 비용은 미화 2조 6천억 불(영화 1조 6천 7백억 방)에 이른다고 추산하였다.

## 유사 사건
질산염이 풍부한 얇은 막을 포함한 얼음핵을 통해, 신뢰할 만한 관측이 없었던 과거의 사건을 분석하고 역사를 재구성할 수 있다. 케네스 G. 맥크레켄 등이 그린란드 얼음핵의 데이터를 수집하였다. 그 결과 이 규모—고에너지 광양자 복사로 측정, 지자기 효과가 아님—가 500년에 한 번 꼴로 발생하며, 5분의 1 규모의 것은 1 세기에 수 번 발생할 수 있다는 증거를 보였다. 유사하지만 훨씬 더 극심한 우주선 사건은 태양계 외부, 심지어 우리 은하 외부에서부터 유래할 수도 있다. 1921년과 1960년에는 보다 덜 심각한 태양폭풍이 있었으며, 광범위한 전파 두절이 보고되었다. 1989년 3월 지자기폭풍은 캐나다 퀘벡 전역에 걸쳐 대규모의 정전을 초래하였다.

## 같이 보기
- A-지표
- 전자기 펄스
- K-지표
- 제10태양주기
- 1989년 3월 지자기폭풍
- 핵 전자파 펄스

## 추가 자료
- Cliver, E. W.; Svalgaard, L. (2004). “The 1859 Solar–Terrestrial Disturbance and the Current Limits of Extreme Space Weather Activity” (PDF). 《Solar Physics》 224: 407. Bibcode:2004SoPh..224..407C. doi:10.1007/s11207-005-4980-z. 2011년 8월 11일에 원본 문서 (PDF)에서 보존된 문서. 2015년 5월 2일에 확인함.
- Tsurutani, B. T.; Gonzalez, W. D.; Lakhina, G. S.; Alex, S. (2003). “The extreme magnetic storm of 1–2 September 1859”. 《Journal of Geophysical Research》 108. Bibcode:2003JGRA..108.1268T. doi:10.1029/2002JA009504.
- Issue 2 of Volume 38, Pages 115-388 (2006), of Advances in Space Research, an issue entitled "The Great Historical Geomagnetic Storm of 1859: A Modern Look"
- Robertclauer, C.; Siscoe, G. (2006). “The great historical geomagnetic storm of 1859: A modern look”. 《Advances in Space Research》 38 (2): 117–118. Bibcode:2006AdSpR..38..117R. doi:10.1016/j.asr.2006.09.001.
- Cliver, E. (2006). “The 1859 space weather event: Then and now”. 《Advances in Space Research》 38 (2): 119–129. Bibcode:2006AdSpR..38..119C. doi:10.1016/j.asr.2005.07.077.
- Green, J.; Boardsen, S. (2006). “Duration and extent of the great auroral storm of 1859”. 《Advances in Space Research》 38 (2): 130–135. Bibcode:2006AdSpR..38..130G. doi:10.1016/j.asr.2005.08.054.
- Silverman, S. (2006). “Comparison of the aurora of September 1/2, 1859 with other great auroras”. 《Advances in Space Research》 38 (2): 136–144. Bibcode:2006AdSpR..38..136S. doi:10.1016/j.asr.2005.03.157.
- Green, J.; Boardsen, S.; Odenwald, S.; Humble, J.; Pazamickas, K. (2006). “Eyewitness reports of the great auroral storm of 1859”. 《Advances in Space Research》 38 (2): 145–154. Bibcode:2006AdSpR..38..145G. doi:10.1016/j.asr.2005.12.021.
- Humble, J. (2006). “The solar events of August/September 1859 – Surviving Australian observations”. 《Advances in Space Research》 38 (2): 155–158. Bibcode:2006AdSpR..38..155H. doi:10.1016/j.asr.2005.08.053.
- Boteler, D. (2006). “The super storms of August/September 1859 and their effects on the telegraph system”. 《Advances in Space Research》 38 (2): 159–172. Bibcode:2006AdSpR..38..159B. doi:10.1016/j.asr.2006.01.013.
- Siscoe, G.; Crooker, N.; Clauer, C. (2006). “Dst of the Carrington storm of 1859”. 《Advances in Space Research》 38 (2): 173–179. Bibcode:2006AdSpR..38..173S. doi:10.1016/j.asr.2005.02.102.
- Nevanlinna, H. (2006). “A study on the great geomagnetic storm of 1859: Comparisons with other storms in the 19th century”. 《Advances in Space Research》 38 (2): 180–187. Bibcode:2006AdSpR..38..180N. doi:10.1016/j.asr.2005.07.076.
- Kappenman, J. (2006). “Great geomagnetic storms and extreme impulsive geomagnetic field disturbance events – An analysis of observational evidence including the great storm of May 1921”. 《Advances in Space Research》 38 (2): 188–199. Bibcode:2006AdSpR..38..188K. doi:10.1016/j.asr.2005.08.055.
- Silverman, S. (2006). “Low latitude auroras prior to 1200 C.E. and Ezekiel's vision”. 《Advances in Space Research》 38 (2): 200–208. Bibcode:2006AdSpR..38..200S. doi:10.1016/j.asr.2005.03.158.
- Shea, M.; Smart, D. (2006). “Geomagnetic cutoff rigidities and geomagnetic coordinates appropriate for the Carrington flare Epoch”. 《Advances in Space Research》 38 (2): 209–214. Bibcode:2006AdSpR..38..209S. doi:10.1016/j.asr.2005.03.156.
- Smart, D.; Shea, M.; McCracken, K. (2006). “The Carrington event: Possible solar proton intensity–time profile”. 《Advances in Space Research》 38 (2): 215–225. Bibcode:2006AdSpR..38..215S. doi:10.1016/j.asr.2005.04.116.
- Townsend, L. W.; Stephens, D. L.; Hoff, J. L.; Zapp, E. N.; Moussa, H. M.; Miller, T. M.; Campbell, C. E.; Nichols, T. F. (2006). “The Carrington event: Possible doses to crews in space from a comparable event”. 《Advances in Space Research》 38 (2): 226–231. Bibcode:2006AdSpR..38..226T. doi:10.1016/j.asr.2005.01.111.
- Shea, M.; Smart, D.; McCracken, K.; Dreschhoff, G.; Spence, H. (2006). “Solar proton events for 450 years: The Carrington event in perspective”. 《Advances in Space Research》 38 (2): 232–238. Bibcode:2006AdSpR..38..232S. doi:10.1016/j.asr.2005.02.100.
- Burke, W.; Huang, C.; Rich, F. (2006). “Energetics of the April 2000 magnetic superstorm observed by DMSP”. 《Advances in Space Research》 38 (2): 239–252. Bibcode:2006AdSpR..38..239B. doi:10.1016/j.asr.2005.07.085.
- Manchester IV, W. B.; Ridley, A. J.; Gombosi, T. I.; De Zeeuw, D. L. (2006). “Modeling the Sun-to-Earth propagation of a very fast CME”. 《Advances in Space Research》 38 (2): 253–262. Bibcode:2006AdSpR..38..253M. doi:10.1016/j.asr.2005.09.044.
- Ridley, A. J.; De Zeeuw, D. L.; Manchester, W. B.; Hansen, K. C. (2006). “The magnetospheric and ionospheric response to a very strong interplanetary shock and coronal mass ejection”. 《Advances in Space Research》 38 (2): 263–272. Bibcode:2006AdSpR..38..263R. doi:10.1016/j.asr.2006.06.010.
- Li, X.; Temerin, M.; Tsurutani, B.; Alex, S. (2006). “Modeling of 1–2 September 1859 super magnetic storm”. 《Advances in Space Research》 38 (2): 273–279. Bibcode:2006AdSpR..38..273L. doi:10.1016/j.asr.2005.06.070.
- Odenwald, S.; Green, J.; Taylor, W. (2006). “Forecasting the impact of an 1859-calibre superstorm on satellite resources”. 《Advances in Space Research》 38 (2): 280–297. Bibcode:2006AdSpR..38..280O. doi:10.1016/j.asr.2005.10.046.
- Boteler, D. (2006). “Comment on time conventions in the recordings of 1859”. 《Advances in Space Research》 38 (2): 301–303. Bibcode:2006AdSpR..38..301B. doi:10.1016/j.asr.2006.07.006.
- Wilson, L. (2006). “Excerpts from and Comments on the Wochenschrift für Astronomie, Meteorologie und Geographie, Neue Folge, zweiter Jahrgang (new series 2)”. 《Advances in Space Research》 38 (2): 304–312. Bibcode:2006AdSpR..38..304W. doi:10.1016/j.asr.2006.07.004.
- Shea, M.; Smart, D. (2006). “Compendium of the eight articles on the "Carrington Event" attributed to or written by Elias Loomis in the American Journal of Science, 1859–1861”. 《Advances in Space Research》 38 (2): 313–385. Bibcode:2006AdSpR..38..313S. doi:10.1016/j.asr.2006.07.005.